# Golczewo (gmina)
Golczewo est une gmina mixte du powiat de Kamień, Poméranie occidentale, dans le nord-ouest de la Pologne. Son siège est la ville de Golczewo, qui se situe environ 21 km au sud-est de Kamień Pomorski et 53 km au nord-est de la capitale régionale Szczecin.
La gmina couvre une superficie de 175,39 km2 pour une population de 5 925 habitants en 2016.

## Géographie
Outre la ville de Golczewo, la gmina inclut les villages de Baczysław, Barnisławice, Dargoszewko, Dargoszewo, Dobromyśl, Drzewica, Gacko, Gadom, Golczewo-Gaj, Imno, Kłęby, Kłodzino, Koplino, Kozielice, Kretlewo, Książ, Mechowo, Niemica, Niwka, Ronica, Samlino, Sosnowice, Strażnica, Unibórz, Upadły, Wołowiec, Wysoka Kamieńska, Żabie et Zielonka.
La gmina borde les gminy de Gryfice, Kamień Pomorski, Nowogard, Płoty, Przybiernów, Świerzno et Wolin.